# Akinori Nakayama
Akinori Nakayama (jap. 中山彰規 Nakayama Akinori;  ur. 1 marca 1943 w Nagoi, zm. 9 marca 2025) – japoński gimnastyk. Wielokrotny medalista olimpijski.
Na igrzyskach debiutował w Meksyku w 1968, wystąpił także w Monachium 4 lata później. Zdobywał medale na obu olimpiadach (łącznie dziesięć). Japończycy w tamtym okresie zdominowali gimnastykę sportową, a Nakayama był mocnym punktem drużyny. Wielokrotnie zdobywał medale mistrzostw świata.
W 2005 został uhonorowany miejscem w Hall of Fame Gimnastyki.
Zmarł 9 marca 2025 na raka żołądka.

## Starty olimpijskie
Meksyk 1968
- drużyna, poręcze, kółka, drążek – złoto
- ćwiczenia wolne – srebro
- wielobój – brąz

Monachium 1972
- drużyna, kółka – złoto
- ćwiczenia wolne – srebro
- wielobój – brąz